# ROOTS – Social, Environmental, and Cultural Connectivity in Past Societies
ROOTS – Social, Environmental, and Cultural Connectivity in Past Societies (deutsch: ROOTS – Konnektivität von Gesellschaft, Umwelt und Kultur in vergangenen Welten) ist ein Exzellenzcluster und interdisziplinärer Forschungsverbund, an dem Wissenschaftler aus 15 Instituten an sechs Fakultäten der Christian-Albrechts-Universität zu Kiel (CAU) beteiligt sind. Darüber hinaus gibt es Projektpartner im In- und Ausland. Im Jahre 2018 bewilligte die Kommission zur Förderung eines Exzellenzclusters im Rahmen der  Exzellenzstrategie des Bundes und der Länder den Antrag zur Einrichtung von „ROOTS“. Die bewilligte Phase läuft von Januar 2019 bis Dezember 2025. Sprecher des Clusters ist  Johannes Müller.

## Ziel und Gliederung
„ROOTS“ erforscht die „Wurzeln der Konnektivität von Gesellschaft, Umwelt und Kultur in vergangenen Welten“. Das heißt, dass die Wurzeln sozialer, ökologischer und kultureller Phänomene und Prozesse untersucht werden, die die menschliche Entwicklung in der Vergangenheit wesentlich geprägt haben. In einem breiten interdisziplinären konzeptionellen Rahmen werden archäologische und historische „Laboratorien“ unter der Grundannahme untersucht, dass sich Mensch und Umwelt gegenseitig tiefgreifend geformt haben und dabei sozio-ökologische Zusammenhänge geschaffen haben, die bis heute fortbestehen. Ein besseres Verständnis der verflochtenen sozio-ökologischen Dynamik der Vergangenheit soll die „Wurzeln“ der aktuellen Herausforderungen und Krisen unter verschiedenen wirtschaftlichen, ökologischen und sozialen Bedingungen erhellen.
In den sechs Teilbereichen (Subclustern) wird anhand spezifischer Forschungsfragen menschliches Verhalten untersucht. Darüber hinaus werden übergreifende Themen wie Mobilität und Migration, Ressourcen und Wirtschaft sowie Ideologie und Identität in ständigen Querschnittsarbeitsgruppen gemeinsam bearbeitet. Das Reflective Turn Forum wendet einen hermeneutischen Ansatz an, der es ROOTS ermöglicht, die theoretischen und praktischen Ansätze der einzelnen Forschungseinheiten einzubeziehen und so zu einem übergreifenden epistemologischen und interpretativen Forschungsdialog zu gelangen. Innerhalb des breiten interdisziplinären Rahmens von ROOTS sind die Postdocs und Doktoranden in der ROOTS Young Academy untergebracht. Darüber hinaus unterstützen drei erweiterte Forschungsplattformen für infrastrukturelle Fortschritte die integrierte ROOTS-Forschung zum vergangenen sozialen, ökologischen und kulturellen Wandel.
Die Subcluster sind: ROOTS of Socio-Environmental Hazards (Gefährdungen)
- Dietary ROOTS: Domestication, Diet, and Diseases (Domestizierung, Ernährung, Krankheiten).
- Knowledge ROOTS: Innovation, Cognition, and Technology (Innovation, Kognition und Technologie)
- Urban ROOT: Urban Agency and Perception (Städtisch)
- ROOTS of Inequalities: Social, Economic, and Environmental developments (soziale Ungleichheit)
- ROOTS of Conflicts: Competition and Conciliation (Konflikt und Schlichtung)

## Publikationen
Mitglieder des Exzellenzclusters ROOTS publizieren ihre Ergebnisse in Fachzeitschriften. Hauseigene Publikationen werden gemeinsam mit dem Verlag Sidestone Press realisiert, um den kostenfreien Zugang zu den Forschungsergebnissen zu gewährleisten.